# کونستانتین پاتس
کونستانتین پاتس (به استونیایی: Konstantin Päts) (زاده ۲۳ فوریهٔ ۱۸۷۴ – درگذشته ۱۸ ژانویه ۱۹۵۶) سیاست‌مدار، حقوق‌دان، روزنامه‌نگار و اولین رئیس‌جمهور کشور استونی بوده‌است.
وی از سال ۱۹۱۸ تا ۱۹۱۹ به عنوان نخست‌وزیر دولت موقت استونی و همچنین چندین بار نیز رئیس دولت استونی از سال ۱۹۲۱ تا ۱۹۳۸ بوده‌است، پاتس از ۲۴ آوریل ۱۹۳۸ تا ۲۱ ژوئن ۱۹۴۰ به عنوان رئیس‌جمهور استونی انتخاب شده بوده، وی دانش‌آموخته رشته حقوق از دانشگاه تارتو است.